# بندتو مارچلو

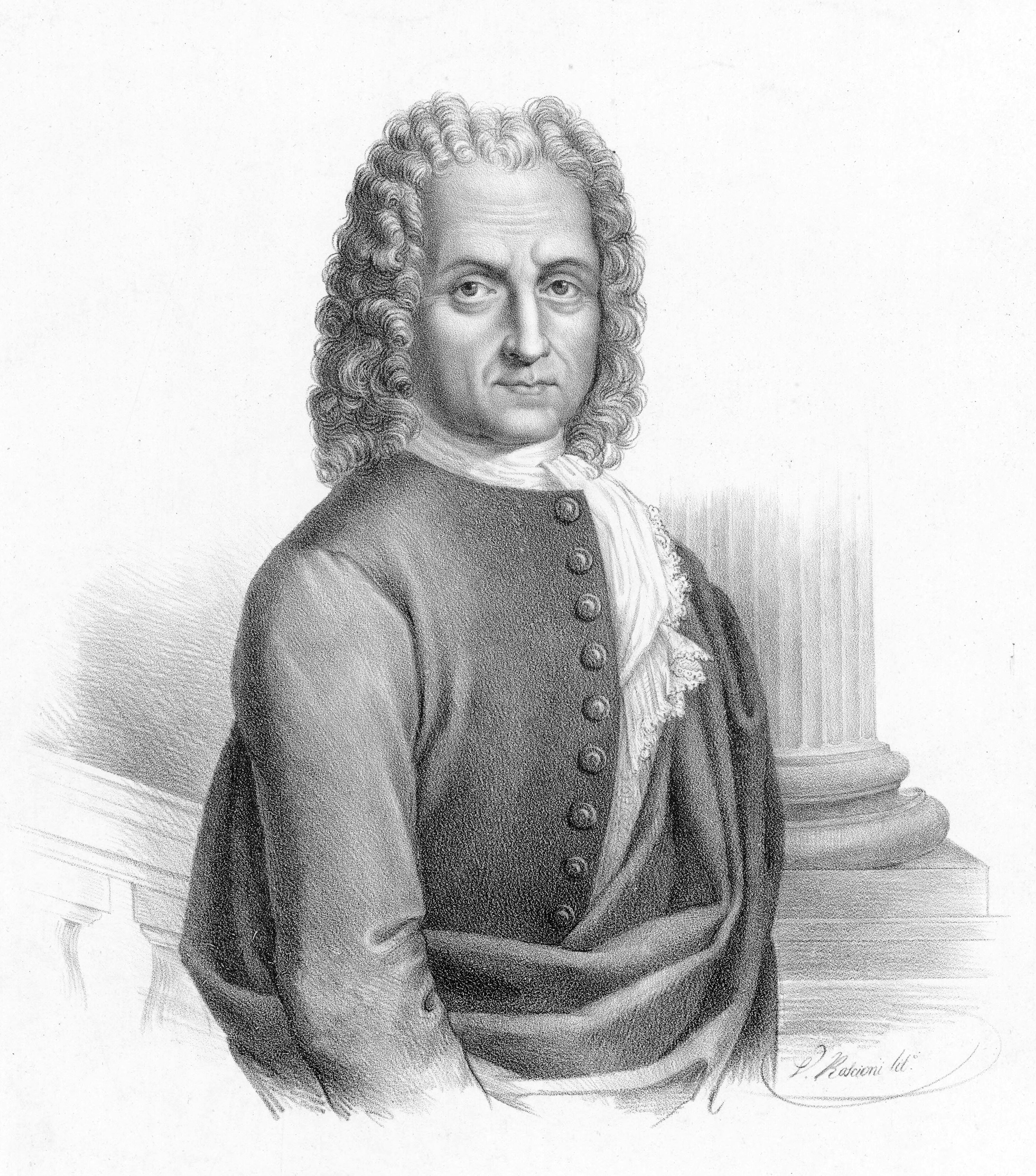
بندتو مارچلو، اثر وینچنتسو روشونی

بندتو مارچلو (به ایتالیایی: Benedetto Marcello) (زادهٔ ۳۱ ژوئیه یا ۱ اوت ۱۶۸۶، ونیز - درگذشتهٔ ۲۴ ژوئیهٔ ۱۷۳۹، ونیز) آهنگساز، نویسنده، و وکیل ایتالیایی بود.
برادر بزرگترِ او، الساندرو، نیز موسیقی‌دانی معروف بود.
او به‌طور غیرقانونی با هنرجوی خوانندگی خود، روزانا اسکالفی، در سال ۱۷۲۸ ازدواج کرد. بعد از مرگ بندتو در سال ۱۷۴۲، اسکالفی که از ارث محروم شده بود، شکایتی را علیه برادرِ او، الساندرو، تنظیم کرد.